# Espart bord

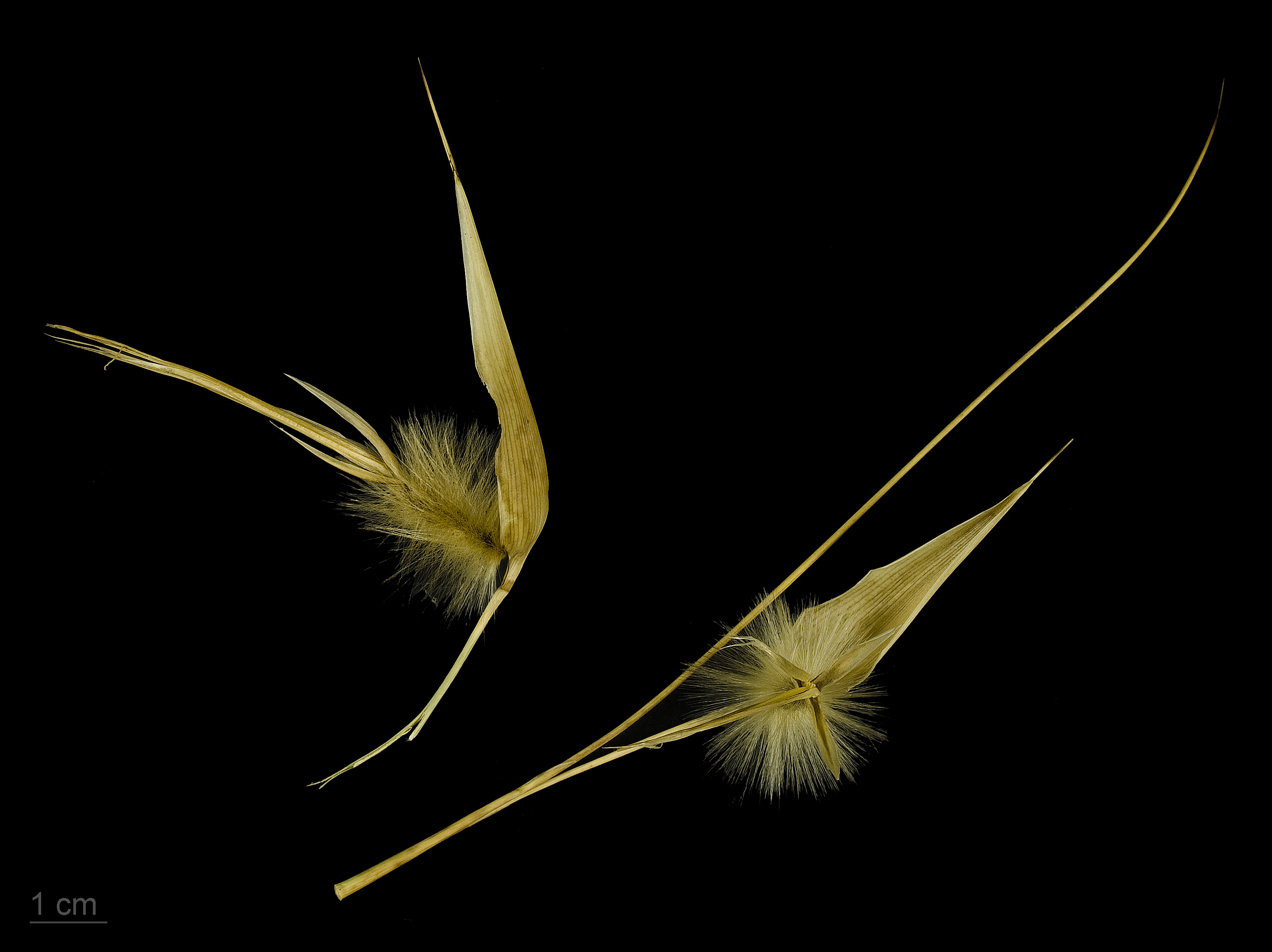
Inflorescència

L'espart bord, albardí, almasset o masset (Lygeum spartum) és una espècie de planta herbàcia pertanyent a la família de les poàcies. És l'única espècie del gènere monotípic Lygeum.
És una herbàcia perenne, rizomatosa, robusta i glabra que forma grosses tofes ("tussocks"). Pot atènyer els 70 centímetres d'alçària. Les fulles són junciformes, rígides, llargues, molt primes, enrotllades sobre si mateixes de 10-60 centímetres de llarg per 0,7-1,5 mm d'amplada amb lígula oblonga de 4 o 5 mm. Inflorescència molt característica formada per una sola espigueta terminal, envoltada per una beina membranosa de 3 a 5 cm que surt de la base de la inflorescència. Les fulles han estat utilitzades per a la fabricació d'objectes d'espart, tot i que de qualitat inferior a l'espart ver (Stipa tenacissima).